# Рудки (Томашівський повіт)
Рудки (пол. Rudki) — присілок осади (селища) Лазова у Польщі, розташоване в Люблінському воєводстві Томашовського повіту, ґміни Любича-Королівська.
У 1940-их роках в Рудках діяв український повітовий Союз Кооператив «Пробоєм» під керівництвом Павла Іваніва.